# Die Linie (Film)
Die Linie (Originaltitel: La ligne, internationaler Titel: The Line) ist ein Spielfilm von Ursula Meier aus dem Jahr 2022. Das Familiendrama handelt von einer gewalttätigen Frau (dargestellt von Stéphanie Blanchoud), die nach einem heftigen Streit mit einem Kontaktverbot zu ihrer Familie belegt wird.
Der Film wurde im Februar 2022 bei den 72. Internationalen Filmfestspielen Berlin uraufgeführt.

## Handlung
Die 35-jährige Margaret ist in der Vergangenheit vielfach gewalttätig gewesen, was sie auch die Beziehung gekostet hat. Als sie eines Tages während eines Streits brutal ihre 55-jährige Mutter Christina angreift, wird sie von der Polizei verhaftet. Es wird entschieden, dass sich Margaret für drei Monate dem Haus ihrer Familie nicht mehr als 100 Meter nähern darf. Ausgesperrt aus ihrem Zuhause, verstärkt dies nur den Wunsch der ältesten Tochter, ihrer Familie näher zu sein. Margaret versucht in der Folge die Tat wiedergutzumachen. Täglich erscheint sie an der kreisförmigen 100-Meter-Grenze und gibt ihrer 12-jährigen Schwester Marion Musikunterricht. Die labile und unreife Christina wollte selber einst Konzertpianistin werden und hat Margaret für das Scheitern ihrer Karriere verantwortlich gemacht. Die imaginäre Grenze beginnt, alle Spannungen in ihrer dysfunktionalen Familie offenzulegen.

## Produktion und Veröffentlichung
Drehort des Films war Le Bouveret im Kanton Wallis. Die Filmrechte liegen bei Memento Films International.
Die Uraufführung des Films fand am 11. Februar 2022 auf der Berlinale statt. Ein regulärer deutscher Kinostart erfolgte am 18. Mai 2023.

## Auszeichnungen

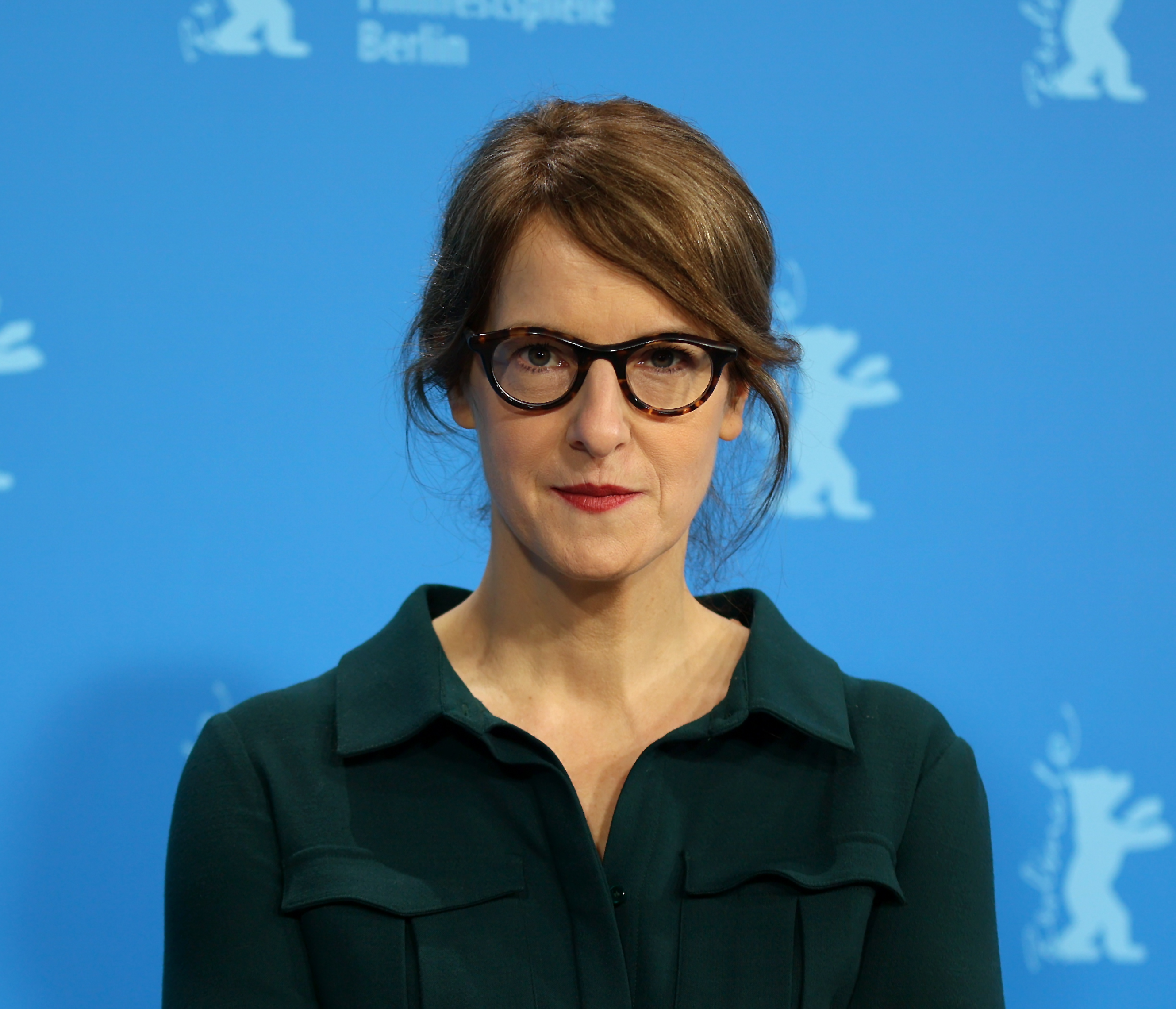
Ursula Meier, Regisseurin und Drehbuchautorin des Films, auf der Berlinale 2022

Mit Die Linie konkurrierte Ursula Meier zum zweiten Mal nach 2012 um den Goldenen Bären, den Hauptpreis der Berlinale. Der Film blieb unprämiert.

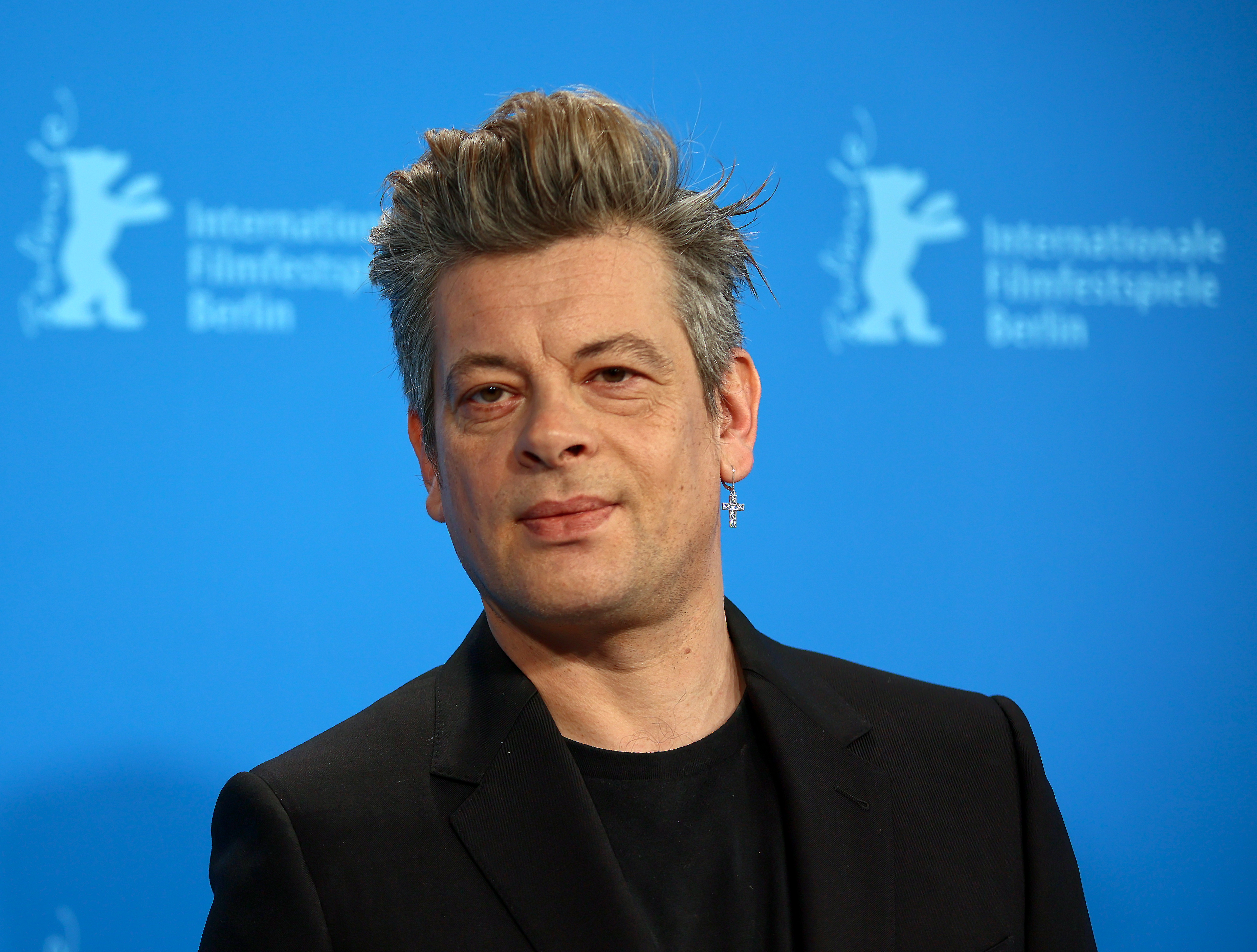
Benjamin Biolay auf der Berlinale 2022
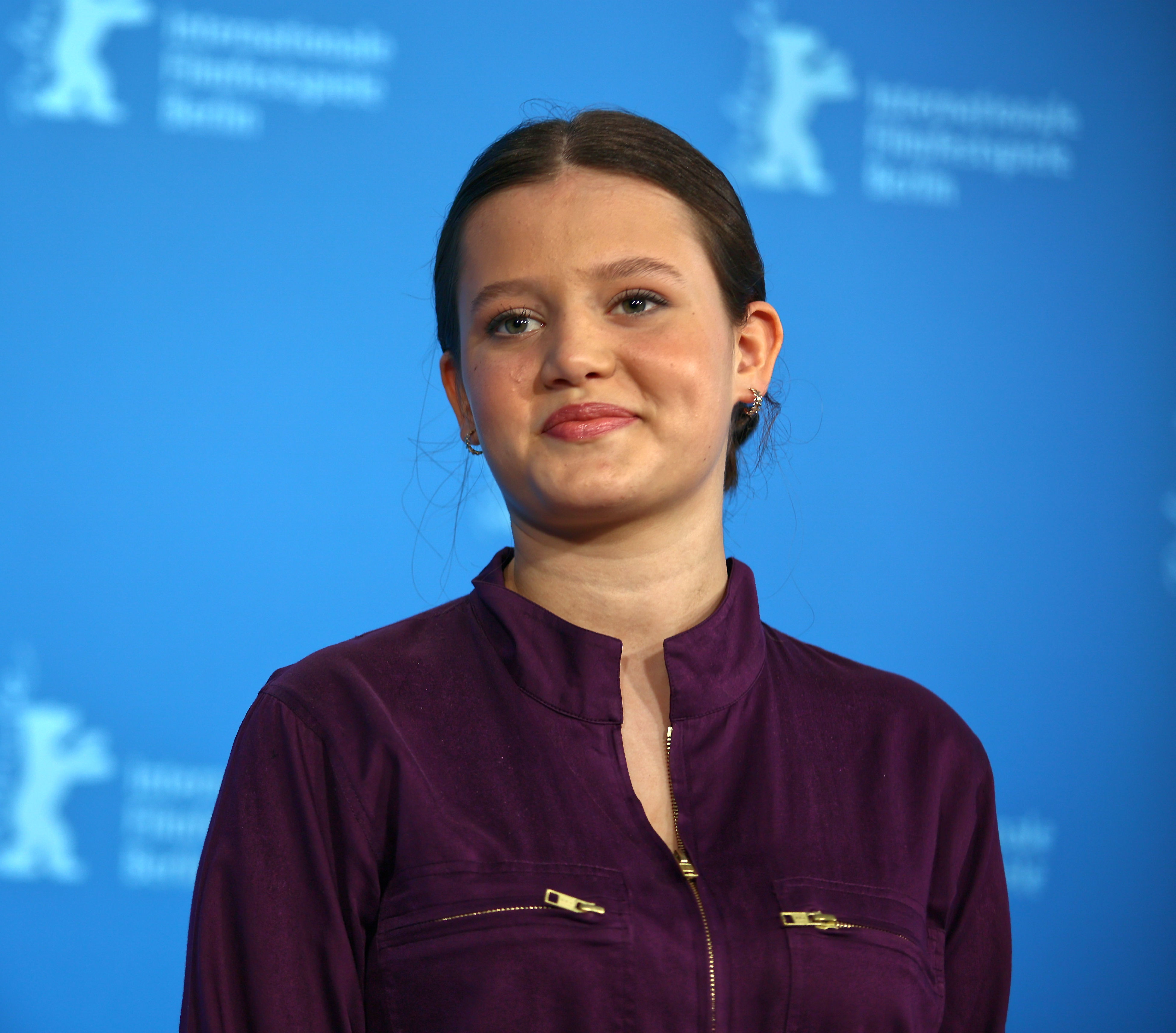
Elli Spagnolo auf der Berlinale 2022
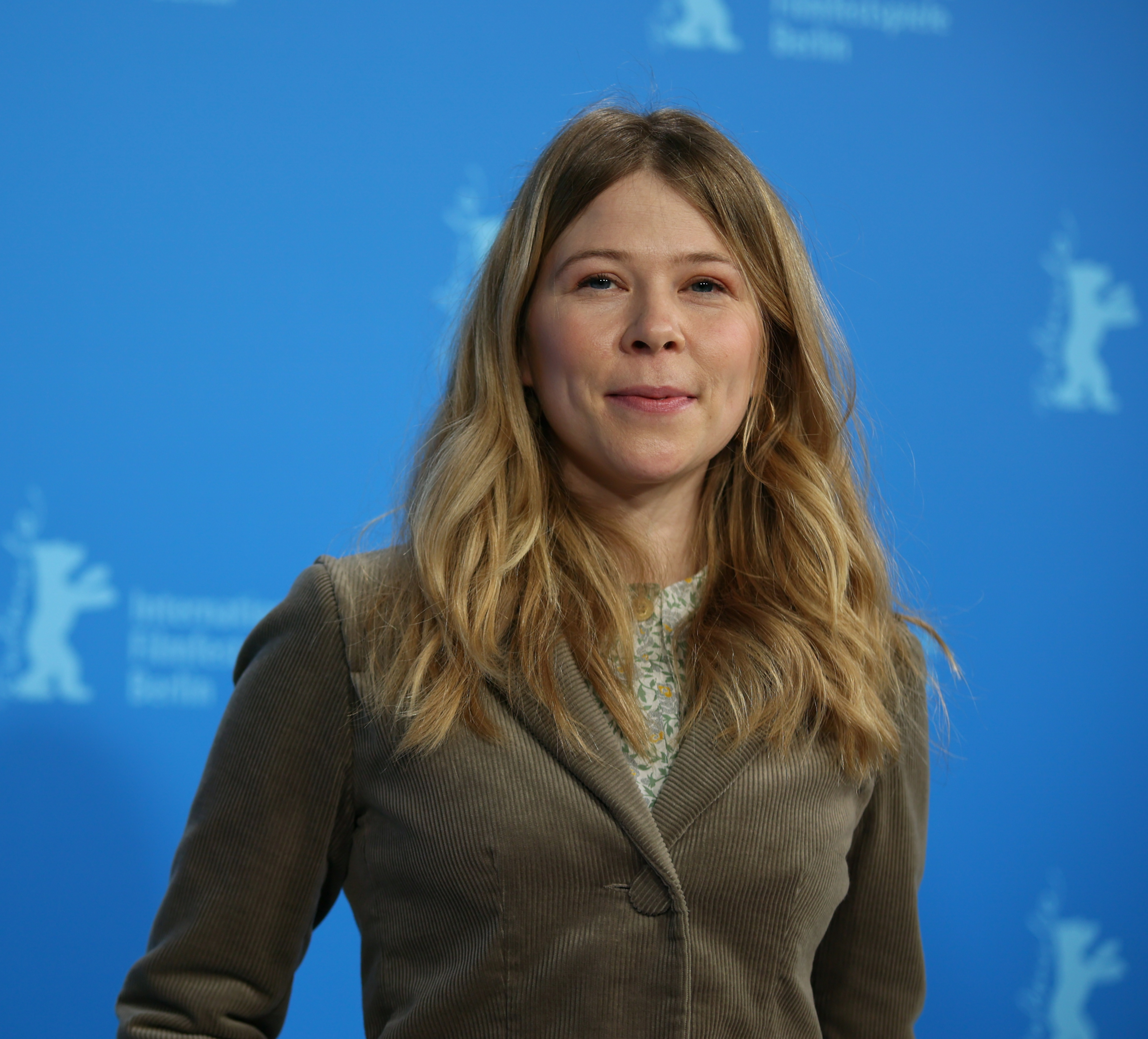
India Hair auf der Berlinale 2022
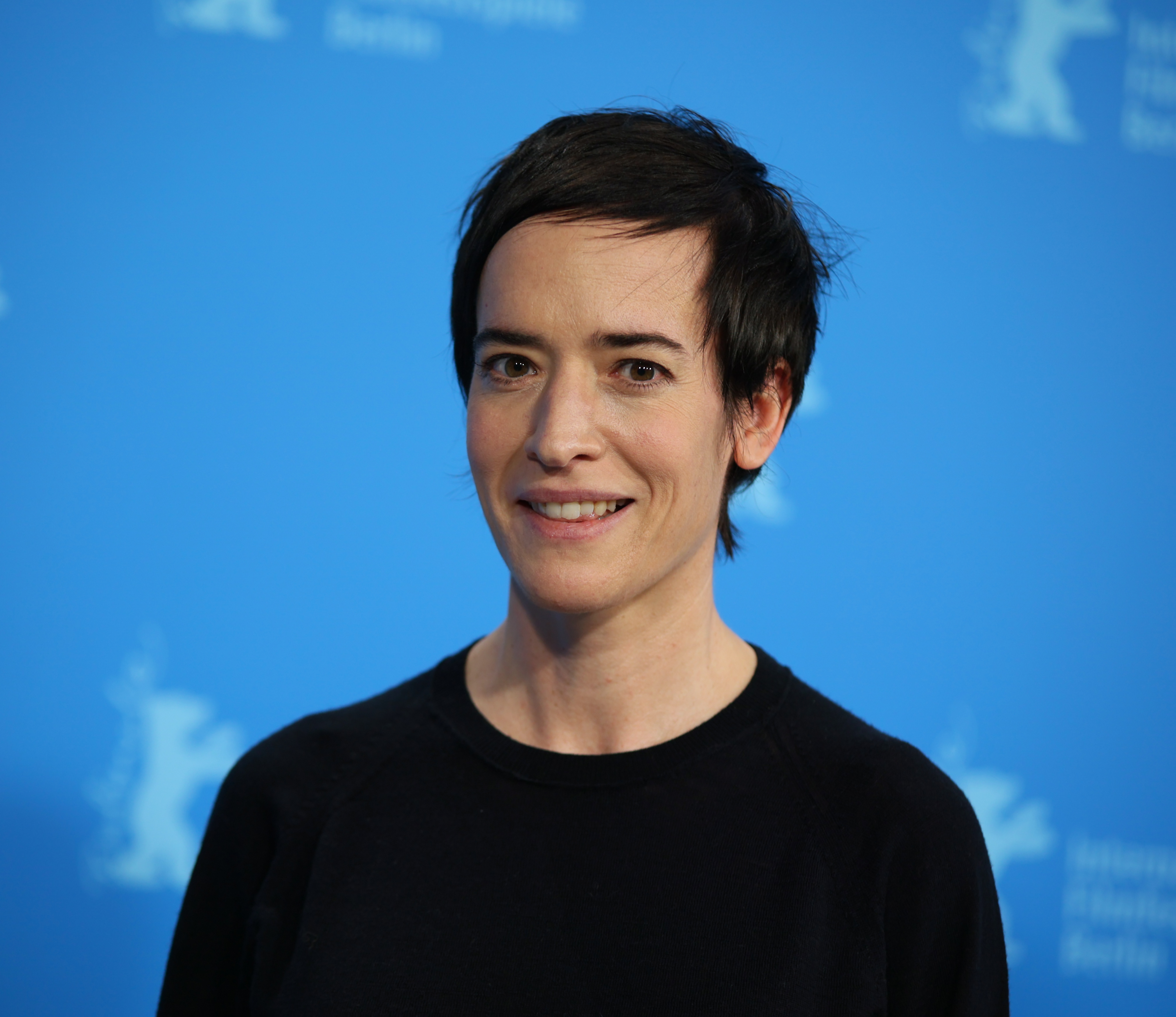
Stéphanie Blanchoud auf der Berlinale 2022
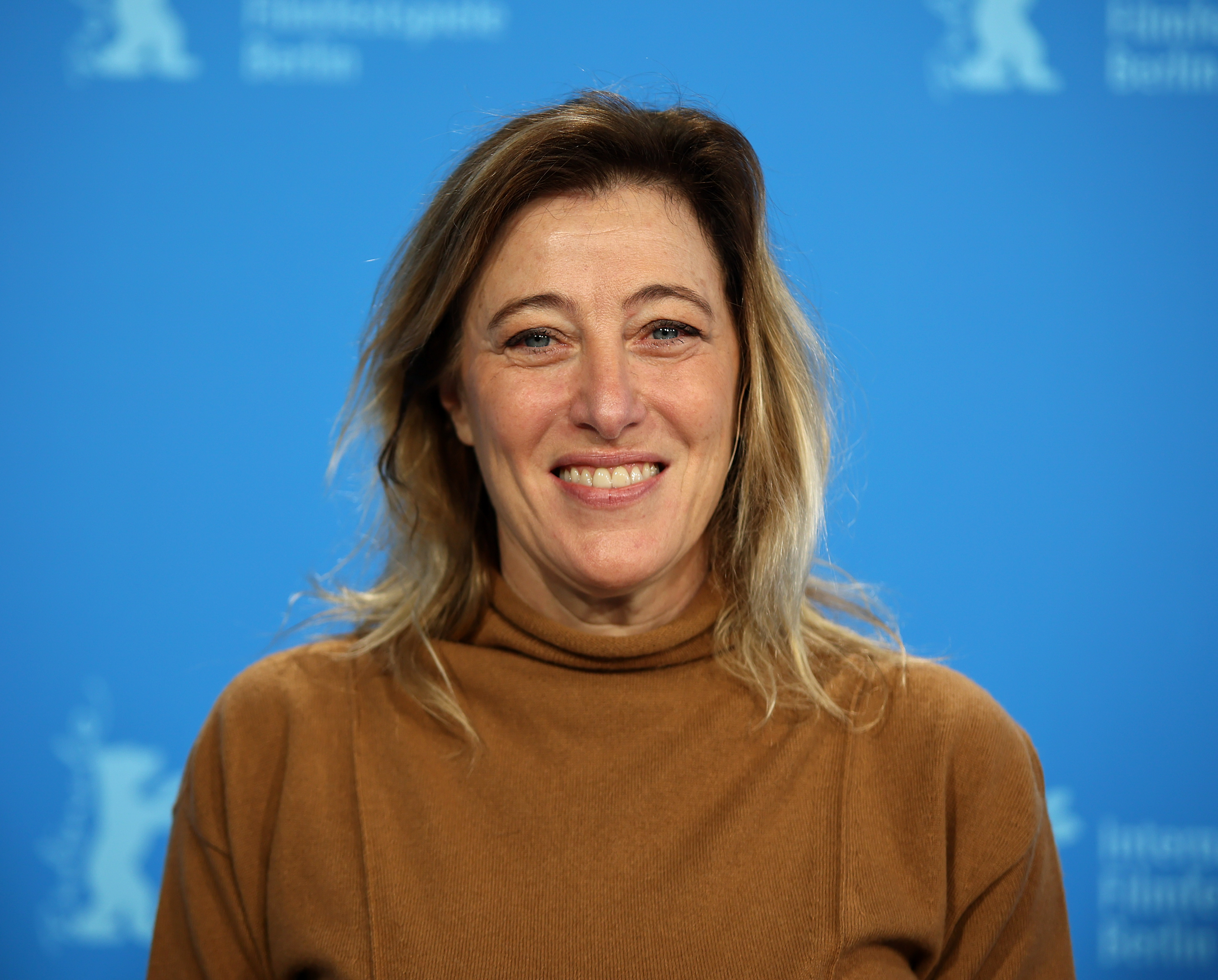
Valeria Bruni Tedeschi auf der Berlinale 2022